# Благовещение (картина Караваджо)
«Благовещение» (итал. Annunciazione) — картина итальянского художника Микеланджело Меризи да Караваджо, законченная около 1608 года. Находится в коллекции Музея изобразительного искусства в Нанси (Франция).
Картина была подарена Генрихом II, герцогом Лотарингии, в его первосвященническую церковь в Нанси в качестве главного алтаря и, возможно, была приобретена одним из сыновей герцога во время визита на Мальту в 1608 году.

## Сюжет и описание
Картина состоит из двух фигур. Ангел над Богородицей считается Гавриилом, который был ангелом Благовещения. Лилии, которые держит Гавриил, — символ Девы Марии. Дева пребывает ниц, когда Гавриил рассказывает ей о Божьем предопределении для неё. Картина демонстрирует сфумато и тенебризм, характерные для Караваджо, причём почти вся картина тёмная, за исключением двух основных фигур.
Картина была значительно повреждена и отретуширована, и то, что осталось от кисти Караваджо, — это ангел, который имеет сходство с фигурой Иоанна Крестителя у фонтана. Иллюзионистская трактовка ангела, плывущего на своём облаке и кажущегося выступающим за пределы плоскости картины, более барочная, чем типичная для Караваджо, но контраст между энергичной позой небесного посланника и восприимчивой Марией драматически и психологически эффективен. Свободная манера письма типична для позднего периода Караваджо.